# Robert Dietrich
Robert Dietrich (Ordžonikidze, 25 luglio 1986 – Jaroslavl', 7 settembre 2011) è stato un hockeista su ghiaccio tedesco.
Di origine tedesca di Russia, conservava anche la cittadinanza kazaka.

## Carriera
Ha esordito nella terza serie tedesca nella stagione 2003-2004 con l'EC Peiting, mentre nella stagione successiva è in seconda serie con l'ETC Crimmitschau. Nel 2005-2006 ha fatto il suo esordio in DEL con i DEG Metro Stars, ma la maggior parte della stagione la gioca ancora in seconda serie, in prestito ai Straubing Tigers. Nelle due stagioni successive è invece titolare dei Metro Stars, mettendosi tanto in luce da essere scelto all'NHL Entry Draft 2007 dai Nashville Predators (sesta scelta, 174º assoluto).
Dal 2008 al 2010 gioca in Nord America coi Milwaukee Admirals in AHL, prima di tornare in Germania con la maglia degli Adler Mannheim, dove già aveva giocato nelle giovanili. Dopo una stagione viene messo sotto contratto dal Lokomotiv Jaroslavl', quadra che disputava la Kontinental Hockey League. Dietrich tuttavia non esordì mai: l'aereo che stava trasportando la squadra a Minsk per la prima di campionato si schiantò in fase di decollo, e nessuno dei giocatori sopravvisse. Dal 2006 era nel giro della nazionale tedesca.